# Bloober Team
Bloober Team SA là nhà phát triển trò chơi điện tử Ba Lan có trụ sở tại Kraków. Được Peter Babieno và Peter Bielatowicz thành lập vào tháng 11 năm 2008, công ty trở nênnổi tiếng vì là nhà phát triển trò Layers of Fear (2016), Observer (2017) và Blair Witch (2019). Tháng 1 năm 2018, Nhóm Bloober nhận giải thưởng Paszport Polityki trong hạng mục "Văn hóa kỹ thuật số".

## Lịch sử
Bloober Team do Peter Babieno và Peter Bielatowicz thành lập. Studio ban đầu là một phần của Nibris, một nhà phát triển thành lập vào năm 2006, nhưng nhờ tài trợ của nhà đầu tư mà tách khỏi Nibris. Studio chính thức ra mắt vào ngày 6 tháng 11 năm 2008, với nhân công gồm 20 người trong văn phòng tại Krakow. Babieno trở thành tổng giám đốc điều hành cho công ty. Tháng 10 năm 2010, sau quyết định của Nibris rời khỏi ngành kinh doanh phát triển trò chơi, đóng cửa trò chơi Sadness, nhiều nhà phát triển của công ty cũ đã tham gia Bloober Team.
Bloober Team đã nhận được giải thưởng Paszport Polityki trong hạng mục "Văn hóa kỹ thuật số" vào ngày 10 tháng 1 năm 2018. Một dự án mới tên là Project Méliès được công bố vào ngày 8 tháng 3 năm 2018. Tháng 10 cùng năm, tựa game mới Layers of Fear 2 được Gun Media phát hành vào năm 2019.
Năm 2009, Bloober Team thành lập công ty trách nhiệm hữu hạn iFun4all sp. z o.o.  và sau đó tham gia sàn giao dịch chứng khoán NewConnect. Đợt chào bán công khai đầu tiên là vào ngày 23 tháng 9 năm 2016 . Vào ngày 23 tháng 8 năm 2019, công ty đã đổi tên từ iFun4all thành Draw Distance . Bloober Team vẫn là chủ sở hữu của 34,98% cổ phần Draw Distance .

## Trò chơi phát triển
| Năm  | Tiêu đề                             | Nền tảng                                                                  | Thể loại                                          | Tham khảo     |
| ---- | ----------------------------------- | ------------------------------------------------------------------------- | ------------------------------------------------- | ------------- |
| 2010 | History Egypt Engineering an Empire | iOS, Microsoft Windows, Nintendo DS, PlayStation Portable, Wii            | Chiến lược                                        | [ 13 ]        |
| 2010 | Hospital Havoc                      | Nintendo DS                                                               | Mô phỏng                                          | [ 14 ]        |
| 2010 | Music Master: Chopin                | iOS, macOS, Microsoft Windows                                             | Âm nhạc                                           | [ 15 ]        |
| 2011 | Double Bloob                        | Nintendo DSi                                                              | Hành động                                         | [ 16 ]        |
| 2011 | Paper Wars: Cannon Fodder           | Nintendo DS, PlayStation Portable, Wii, Xbox 360                          | Chiến lược                                        | [ 17 ]        |
| 2012 | A-Men                               | Microsoft Windows, PlayStation 3, PlayStation Vita                        | Câu đố                                            | [ 18 ]        |
| 2013 | Deathmatch Village                  | PlayStation 3, PlayStation Vita                                           | Đấu trường trận chiến trực tuyến nhiều người chơi | [ 19 ]        |
| 2013 | A-Men 2                             | Microsoft Windows, PlayStation 3, PlayStation Vita                        | Câu đố                                            | [ 20 ]        |
| 2014 | Basement Crawl                      | Playstation 4                                                             | Hành động                                         | [ 21 ]        |
| 2015 | Brawl                               | Android, Linux, macOS, Microsoft Windows, Nintendo Switch, PlayStation 4  | Hành động                                         | [ 22 ]        |
| 2016 | Layers of Fear                      | Linux, macOS, Microsoft Windows, Nintendo Switch, PlayStation 4, Xbox One | Tâm lý kinh dị                                    | [ 23 ] [ 24 ] |
| 2017 | Observer                            | Linux, macOS, Microsoft Windows, Nintendo Switch, PlayStation 4, Xbox One | Tâm lý kinh dị                                    | [ 25 ]        |
| 2019 | Layers of Fear 2                    | Microsoft Windows, PlayStation 4, Xbox One                                | Tâm lý kinh dị                                    | [ 9 ]         |
| 2019 | Blair Witch                         | Microsoft Windows, Xbox One, Playstation 4, Nintendo Switch               | Tâm lý kinh dị                                    | [ 26 ]        |
| 2020 | The Medium                          | Microsoft Windows, Xbox Series X                                          | Tâm lý kinh dị                                    |               |

### Trò chơi bị hoãn
- Gender Wars trên iOS[27]
- Future Fight, tên ban đầu: Gender Wars: The Battle, trên iOS[27][28]
- Last Flight trên Wii[29]